# Wiranatakoesoema V
Raden Aria Adipati Wiranatakoesoema V (Bandung, 28 november 1888 - Jakarta, 22 januari 1965) was de eerste minister van binnenlandse zaken van Indonesië.
Wiranatakoesoema V kwam uit een Soendanese adellijke familie. Van 1912 tot 1920 was hij regent van Cianjur en later van 1920 tot 1931 en van 1935 tot 1945 regent van Bandung. In 1945 was hij lid van het Voorbereidend Comité voor de Indonesische Onafhankelijkheid en direct daarop volgend werd hij de eerste minister van binnenlandse zaken in het onafhankelijke Indonesië, in het Kabinet Presidensial. Tijdens de korte duur van de Verenigde Staten van Indonesië was hij "walinegara" van de deelstaat Pasundan (West-Java).

## Bibiliografi
- (id) Yahya, Lip D. (2011). R.A.A.H.M. Wiranatakusumah V : Kedalaman Yang Belum Terselami. Yayasan Wiranatakusumah. Gearchiveerd op 21 oktober 2021. Geraadpleegd op 23 februari 2023.
- (id) Ranawati, Nur Khansa, Kiprah Wiranatakusumah V, Sang Priyayi Nasionalis Asal Bandung. www.ayobandung.com (2020a). Geraadpleegd op 21 October 2021.
- (id) Ranawati, Nur Khansa, Wiranatakusumah V, Presiden Pertama dan Terakhir Negara Pasundan. www.ayobandung.com (2020b). Geraadpleegd op 22 October 2021.
- (id) Wiradiredja, Mohamad Yusuf (2012). Peranan R. A. A. Wiranatakusumah V Dalam Penyebaran Tembang Sunda Cianjuran.
- Bandungkab, Bupati R.H.A.A. WIRANATA KUSUMAH V (Dalem Haji) Periode 1920-1931, 1935-1945 (2012). Gearchiveerd op 23 december 2014. Geraadpleegd op 21 October 2021.
- Helius, Sjamsuddin, Ekadjati, Edi S., Marlina, Kuswiah, Wiwi, Ietje (1992). Menuju Negara Kesatuan: Negara Pasundan. Ministry of Education and Culture, Jakarta.
- Parliament of Pasundan (1949). Risalah Tahun 1948 - 1949 Parlemen Pasundan. Drukkerij Mascotte, Bandung.
- Soedarpo, Mien (1997). Kenangan Masa Lampau (dua jilid). Jakarta: Grasindo.